# Initiative populaire « contre l'industrie privée des armements »
L'initiative populaire « contre l'industrie privée des armements » est une initiative populaire suisse, rejetée par le peuple et les cantons le 20 février 1938.

## Contenu
L'initiative propose de modifier l'article 41bis de la Constitution fédérale qui définissait le monopole fédéral de la poudre pour étendre ce monopole à la fabrication, à l'achat et à la vente d'armes, de munitions tout en donnant à la Confédération le droit d'attribuer des concessions sur ces sujets.
Le texte complet de l'initiative peut être consulté sur le site de la Chancellerie fédérale.

## Déroulement

### Contexte historique
À la fin de la Première Guerre mondiale, la Société des Nations élabore un projet de contrôle étatique du commerce des armes, classifiant celles-ci en quatre catégories (armes pouvant être utilisées à des fins militaires, armes destinées à la guerre, navires de guerre et aéronefs) qui n'est pas adopté, faute de majorité. De nouvelles propositions, en particulier venant des États-Unis et visant à restreindre le commerce des armes, resteront sans effet.
Au niveau national, plusieurs pétitions et interpellations demandent, dans la première moitié des années 1930 une législation sur ce domaine. Les autorités compétentes, tout en reconnaissant ce besoin de légiférer, jugent qu'une telle initiative aurait plus de valeur et d'efficacité au niveau international. Ce n'est que lorsque les débats se sont terminés sans succès à la Société des Nations que le sujet et revenu sur le devant de la scène nationale.
En lançant leur initiative, les initiants visent en particulier des industries d'armement privées qui pourraient, en cas de guerre produire sur le sol suisse (donc en territoire neutre) des armes et munitions vendues ensuite aux belligérants.

### Récolte des signatures et dépôt de l'initiative
La récolte des 50 000 signatures nécessaires a débuté le 1er avril 1926. Le 16 octobre de la même année, l'initiative a été déposée à la chancellerie fédérale qui l'a déclarée valide le 6 décembre.

### Discussions et recommandations des autorités
Le parlement et le Conseil fédéral recommandent tous deux le rejet de cette initiative. Dans son message aux Chambres fédérales, le gouvernement met en avant l'« arrêté
fédéral relatif au contrôle de la fabrication et du commerce des armes, munitions et matériel de guerre » adopté par une commission parlementaire quelques mois plus tôt et allant dans le sens de l'initiative.
Le Conseil fédéral propose un contre-projet direct à l'initiative pour pallier quelques défauts rédactionnels de l'initiative ; en particulier, cette dernière précise que les armes et munitions ne peuvent être produites qu'« aux fins d'assurer la défense nationale », point de vue combattu par le Conseil fédéral qui veut laisser aux entreprises au bénéfice d'une concession la possibilité de vendre à l'étranger leur production. Ce contre-projet est accepté par le Parlement et présenté comme tel au vote populaire.

### Votation
Soumise à la votation le 20 février 1938, l'initiative est refusée par la totalité des 19 6/2 cantons et par 73,2 % des suffrages exprimés. Le tableau ci-dessous détaille les résultats par cantons pour ce vote :
Le contre-projet du gouvernement est, quant à lui, approuvé par la totalité de 19 6/2 cantons et 68,8 % des suffrages exprimés. Le tableau ci-dessous détaille les résultats par cantons pour ce contre-projet :

## Effets
L'acceptation du contre-projet, couplé à un emprunt effectué par la Confédération, permit au pays de se réarmer et d'affronter le début de la Seconde Guerre mondiale avec un niveau de préparation bien meilleur que lors de la Première Guerre mondiale.
Par la suite, trois nouvelles initiatives vont aborder le sujet de l'exportation des armes et de l'armement : une première initiative « pour un contrôle renforcé des industries d'armement et l'interdiction d'exportation d'armes » est rejetée en 1972, une seconde « pour l'interdiction d'exporter du matériel de guerre » est à son tour rejetée en 1997 alors que la troisième, également appelée « pour l'interdiction d'exporter du matériel de guerre », connait le même sort en 2009.
Les résultats négatifs de ces différentes votations se retrouvent dans la loi fédérale sur le matériel de guerre qui spécifie que la fabrication et l'exportation du matériel de guerre ne sont autorisés que lorsqu'ils sont « conformes aux règles du droit international public et aux principes de la politique étrangère suisse ».